# كأس ملك إسبانيا 1979–80
كأس ملك إسبانيا 1979–80 (بالإسبانية: Copa del Rey de fútbol 1979-80)‏ هو الموسم 76 من كأس ملك إسبانيا. أشرف على تنظيمه الاتحاد الملكي الإسباني لكرة القدم، وكان عدد الأندية المشاركة فيه 226، وفاز فيه ريال مدريد.